# Rhipsalis dichotoma
Rhipsalis dichotoma là một loài thực vật có hoa trong họ Cactaceae. Loài này được (DC.) Don miêu tả khoa học đầu tiên năm 1834.